# Symfonie nr. 6 (Penderecki)
Symfonie nr. 6 is een compositie van de Poolse componist Krzysztof Penderecki. 

## Compositie
Het werk neemt een bijzondere positie in Penderecki's oeuvre. De Pool begon chronologisch aan het werk na zijn Symfonie nr. 5, maar hij kreeg het werk niet rond. Het bleef vervolgens tijden stil en Penderecki kwam ondertussen met zijn zevende en achtste. Die laatste nam enkele basisideeën over uit nummer 6. Nadat hij zijn achtste symfonie voltooid had, voorzag hij het werk nog met drie aanvullende liederen, die ook wel apart uitgevoerd konden worden (Drie Chinese liederen). Vanuit die drie liederen begon Penderecki in 2008 aan een nieuwe zesde symfonie. Opmerkelijk daarbij is dat de opzet van de zesde symfonie veel bescheidener is dan van symfonie nr. 7 en nr. 8. De componist beperkte zich tot een zangsolist en een haast klassiek symfonieorkest; hetgeen het werk een kamermuziekachtige sfeer geeft. 
Het werk omvat acht liederen op Chinese teksten van Li-Tai-Po, Thu-Fu, Ly-Y-Han, Thang-Schi-Yie-Tsai en Tschan-Jo-Su die twee-aan-twee met elkaar worden verbonden door solo intermezzi, gespeeld op de Chinese vioolvariant erhu. De teksten zijn vanuit het Engels vertaald naar het Duits door Hans Bethge.
De zesde symfonie kreeg op 24 september 2017 zijn wereldpremière door het Ghangzhou Symphony Orchestra onder leiding van Long Yu. Het orkest was samen met het Dresden Philharmonisch Orkest de opdrachtgever voor dit werk.
Delen:
1. Die geheimnisvolle Flöte
2. In der Fremde
3. Auf dem Flusse
4. Die wilden Schwäne
5. Verzweiflung
6. Mondnacht
7. Nächtliches Bild
8. Das Flötenlied des Herbstes

## Orkestratie
- 2 dwarsfluiten (II ook piccolo en altfluit), 2 hobo’s (II ook althobo, 1 klarinet, 1 basklarinet, 1 fagot
- 4 hoorns, 2 trompetten, 1 trombone
- pauken, 3 man/vrouw percussie, 1 harp, celesta
- solo erhu, violen, altviolen, celli en contrabassen

Nr. 1 · Nr. 2 · Nr. 3 · Nr. 4 · Nr. 5 · Nr. 6 · Nr. 7 · Nr. 8